# Рим-Син I
Рим-Син I је био владар државе Ларса у древној Месопотамији. Владао је од 1758. до 1699. године п. н. е. (према краћој хронологији). 

## Владавина
Рим-Син је био син Кудурмабуга, еламског владара који је протерао владара Ларсе Цили-Адада и на престо постављао своје синове. Наследио је свога брата Варад-Сина који је умро од болести након краће владавине. Против Рим-Сина је 1809. године п. н. е. формирана коалиција држава Урука, Исина, Вавилона и Рапикума. Он их је све поразио и заробио уручког краља. У савезу са Вавилоном, Рим-Син 1794. године п. н. е. осваја Исин чиме је престала постојати I династија Исина.
Рим-Син је владавину наставио подижући храмове. У међувремену је вавилонски цар Хамураби нагло ојачао. Године 1763. п. н. е. успева да победи Рим-Сина I и заузме Ларсу, а како је она од 1794. године п. н. е. владала и Исином, Хамураби је овладао читавом јужном Месопотамијом.

## Владари Ларсе
| Владар      | Владавина                                    | Коментар                          |
| ----------- | -------------------------------------------- | --------------------------------- |
| Напланум    | око 1961—1940. п. н. е. (Кратка хронологија) | Оснивач династије                 |
| Емикум      | око 1940—1912. п. н. е.                      |                                   |
| Самиум      | око 1912—1877. п. н. е.                      |                                   |
| Забаија     | око 1877—1868. п. н. е.                      |                                   |
| Гунгунум    | око 1868—1841. п. н. е.                      |                                   |
| Абисарих    | око 1841—1830. п. н. е.                      |                                   |
| Суму-Ел     | око 1830—1801. п. н. е.                      |                                   |
| Нур-Адад    | око 1801—1785. п. н. е.                      |                                   |
| Синидин     | око 1785—1778. п. н. е.                      | Нур-Ададов син                    |
| Синаериб    | око 1778—1776. п. н. е.                      |                                   |
| Синикиш     | око 1776—1771. п. н. е.                      | Савременик Замбије од Исина       |
| Цили-Адад   | око 1771—1770. п. н. е.                      |                                   |
| Варад-Син   | око 1770—1758. п. н. е.                      | син Кудурмабуга                   |
| Рим-Син I   | око 1758—1699. п. н. е.                      | син Кудурмабуга                   |
| Хамураби    | око 1699—1686. п. н. е.                      | Под вавилонском влашћу            |
| Шамсу-Илуна | око 1686—1678. п. н. е.                      | Под вавилонском влашћу            |
| Рим-Син II  | око 1678—1674. п. н. е.                      | Погинуо у устанку против Вавилона |